# Mortal Kombat (filme de 1995)
Mortal Kombat (bra: Mortal Kombat; prt: Combate Mortal) é um filme de 1995, dirigido por Paul W. S. Anderson, que adaptou para as telas o videogame de mesmo nome. Lançado um ano depois de Street Fighter e dois anos depois de Super Mario Bros., Mortal Kombat foi lançado em 9 de fevereiro de 1996 em Portugal. É um dos poucos filmes adaptados de videogames que teve grande repercussão. Em 1997 foi lançada uma sequência,  Mortal Kombat: Annihilation.

## Sinopse
Três lutadores talentosos são atraídos para uma ilha misteriosa onde enfrentarão inimigos terríveis, como o espectro Scorpion e o lin kuei Sub-Zero num combate decisivo. Sonya Blade é uma agente das forças especiais americana, Johnny Cage é um vaidoso ator de filmes de ação e Liu Kang é um legitimo monge shaolin. Eles foram os escolhidos para defender o destino da humanidade no torneio milenar, o Mortal Kombat. Com a proteção do poderoso deus do trovão Raiden, eles terão de superar seus maiores medos e inseguranças para derrotar o até então atual campeão do torneio, o shokan de quatro braços Goro, e o maligno feiticeiro Shang Tsung para vencer o décimo torneio de Mortal Kombat e salvar o Plano Terreno.

## Elenco
| Personagens           | Elenco               |
| Raiden                | Christopher Lambert  |
| Liu Kang              | Robin Shou           |
| Johnny Cage           | Linden Ashby         |
| Shang Tsung           | Cary-Hiroyuki Tagawa |
| Sonya Blade           | Bridgette Wilson     |
| Princesa Kitana       | Talisa Soto          |
| Kano                  | Trevor Goddard       |
| Monge chefe           | John Fujioka         |
| Assistente do Diretor | Daniel Haggard       |
| Diretor               | Sandy Helberg        |
| Chan Kang             | Steven Ho            |
| Mestre Boyd           | Peter Jason          |
| Avô de Liu Kang       | Lloyd Kino           |
| Jax Briggs            | Gregory McKinney     |
| Shao Kahn             | Frank Welker         |
| Goro                  | Frank Welker         |

## Recepção

### Bilheteria
O filme faturou US$127 milhões no mundo inteiro, sendo a maior bilheteria de um filme baseado em jogo até Pokémon: The First Movie.

### Crítica
No agregador de críticas dos Estados Unidos, o Rotten Tomatoes, na pontuação onde a equipe do site categoriza as opiniões da  grande mídia e da mídia independente apenas como positivas ou negativas, o filme tem um índice de aprovação de 45% calculado com base em 44 comentários dos críticos. Por comparação, com as mesmas opiniões sendo calculadas usando uma média aritmética ponderada, a nota alcançada é 4,8/10 que é seguida do consenso: "Apesar de uma atmosfera de outro mundo eficaz e visuais apropriadamente bregas, Mortal Kombat sofre com seu enredo mal construído, diálogo risível e atuação abaixo da média."
Em outro agregador de críticas também dos Estados Unidos, o Metacritic, que calcula as notas das opiniões usando somente uma média aritmética ponderada de determinados veículos de comunicação em maior parte da grande mídia, o filme tem uma pontuação de 58 entre 100, alcançada com base em 12 avaliações da imprensa anexadas no site, com a indicação de "revisões mistas ou neutras".

## Premiações
BMI Film & TV Awards 1996 - Melhor Música (George S. Clinton)